# Zwaard van Jutphaas
Het Zwaard van Jutphaas is een op een zwaard gelijkend bronzen prestigeobject uit de bronstijd met een datering van circa 1800 - 1500 v. Chr., ten tijde van de Hilversumcultuur. Het heeft een lengte van 42,5 cm, weegt 705 gr en is van uitzonderlijke kwaliteit. Er zijn geen sporen van gietnaden of een gietkanaal aanwezig.

## Vondst
Het zwaardblad werd in 1946 of 1947 gevonden in de polder Laagraven, net ten oosten van het Merwedekanaal tijdens baggerwerkzaamheden voor een haven bij scheepswerf De Liesbosch in de toenmalige Nederlandse gemeente Jutphaas. Het object werd vervolgens weggegeven aan twee jongens die het aan de muur van hun slaapkamer hingen, waar het jarenlang bleef hangen. Pas in 1969 werd het ter beoordeling aangeboden aan de archeologen Herbert Safatij en Jay Jordan Butler. Zij publicerden hun bevindingen in 1971. In 2004 kocht het Rijksmuseum van Oudheden in Leiden het object aan en sindsdien is het daar te bezichtigen.

## Beschrijving
Het zwaard verkeert in zeer goede staat, er zijn slechts minimale mechanische beschadigingen en enkele kleine corrosieplekjes. Aan een van de zijden van het object het originele patina intact te zijn gebleven. De tint is donker met op sommige plaatsen een diepere bronskleur. De andere zijde is na de vondst gepolijst en gevernist, waardoor deze grotendeels een heldere bronskleur heeft gekregen. De patina en de algehele staat suggereren dat het zwaard mogelijk in een veenachtige omgeving heeft gelegen. Wat opvalt aan het gegoten stuk is de afwezigheid van gietnaden of gietkanalen. Het ontwerp en de uitvoering van het zwaard zijn zeer nauwkeurig, met een perfecte symmetrie en een perfecte overeenkomst tussen het patroon aan de voor- en achterkant van het blad. De rondingen zijn vloeiend, de rechte lijnen zijn precies en de ribbels zijn zuiver. Er is geen duidelijk zichtbaar spoor van hamerslag. De afwezigheid van klinknagelgaten of een handvatmarkering, de stompe randen, de aanwezigheid van het dikste deel nabij de punt, tonen allemaal aan dat het nooit bedoeld kan zijn geweest als functioneel zwaard.

## Type
In totaal zijn er in Nederland, Frankrijk en Engeland zes van dit soort 'zwaarden' gevonden, alle als depotvondst in een natte omgeving. Van deze zes is het Jutphaaszwaard het kleinste. Deze zes zeer zeldzame 'zwaarden' rekent men tot het type Plougrescant-Ommerschans, dat vernoemd is naar de eerste twee vindplaatsen. De andere drie zijn gevonden in Beaune, Oxborough en Rudham. De zwaarden van Beaune en Oxborough bevinden zich in het British Museum. Het zwaard van Rudham is geïdentificeerd in 2015 nadat het jarenlang dienst had gedaan als deurstopper, het bevindt zich nu in de collectie van het Norwich Castle Museum. Als enige is het in de oudheid doelbewust verbogen. Plougrescant-Ommerschans zwaarden lijken op een veel kleinere dolk die is gevonden in Kimberley (Norfolk).

## Afbeeldingen

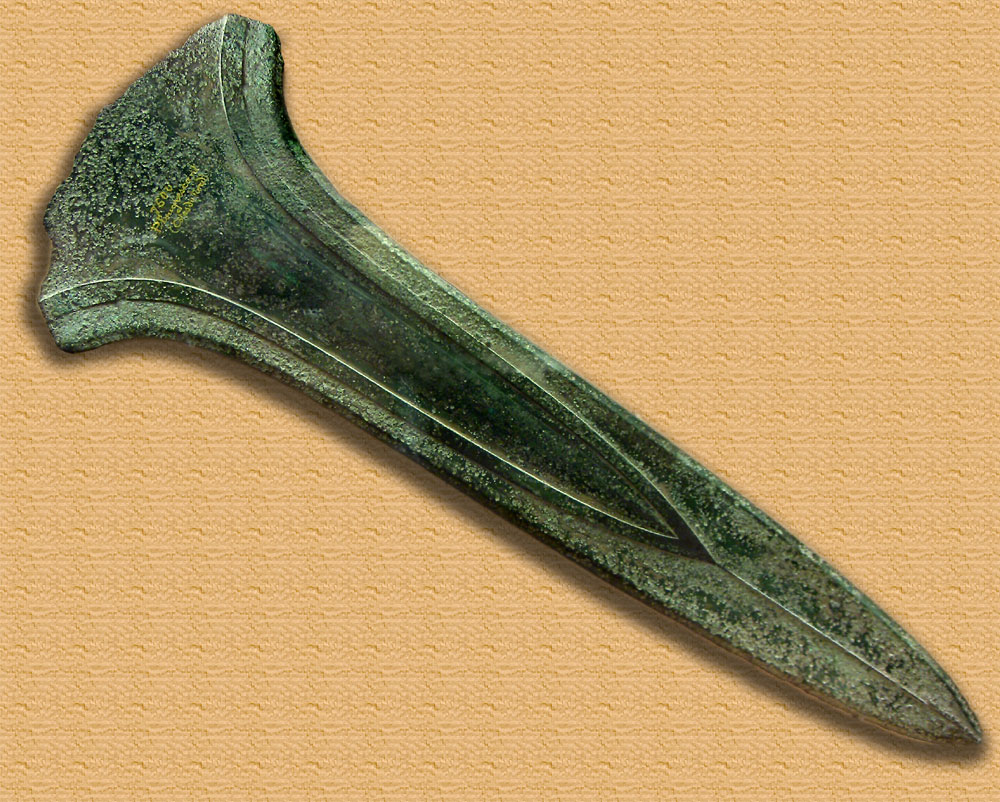
Het Zwaard van Plougrescant (Musée d'Archéologie nationale)
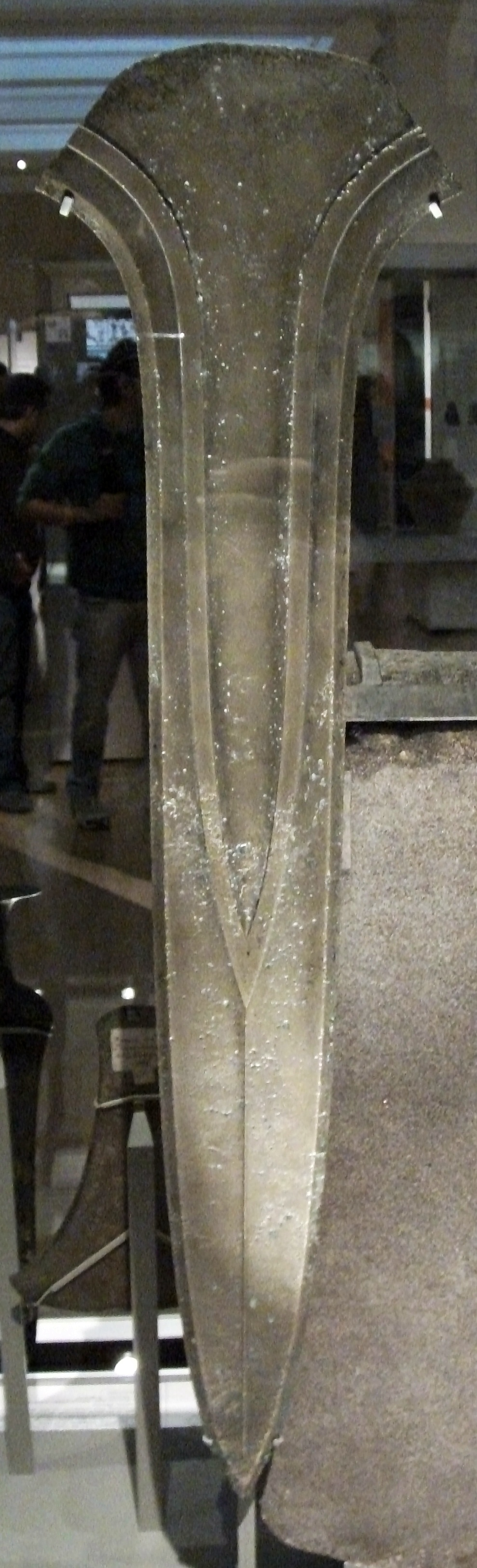
Zwaard van Oxborough (British Museum)
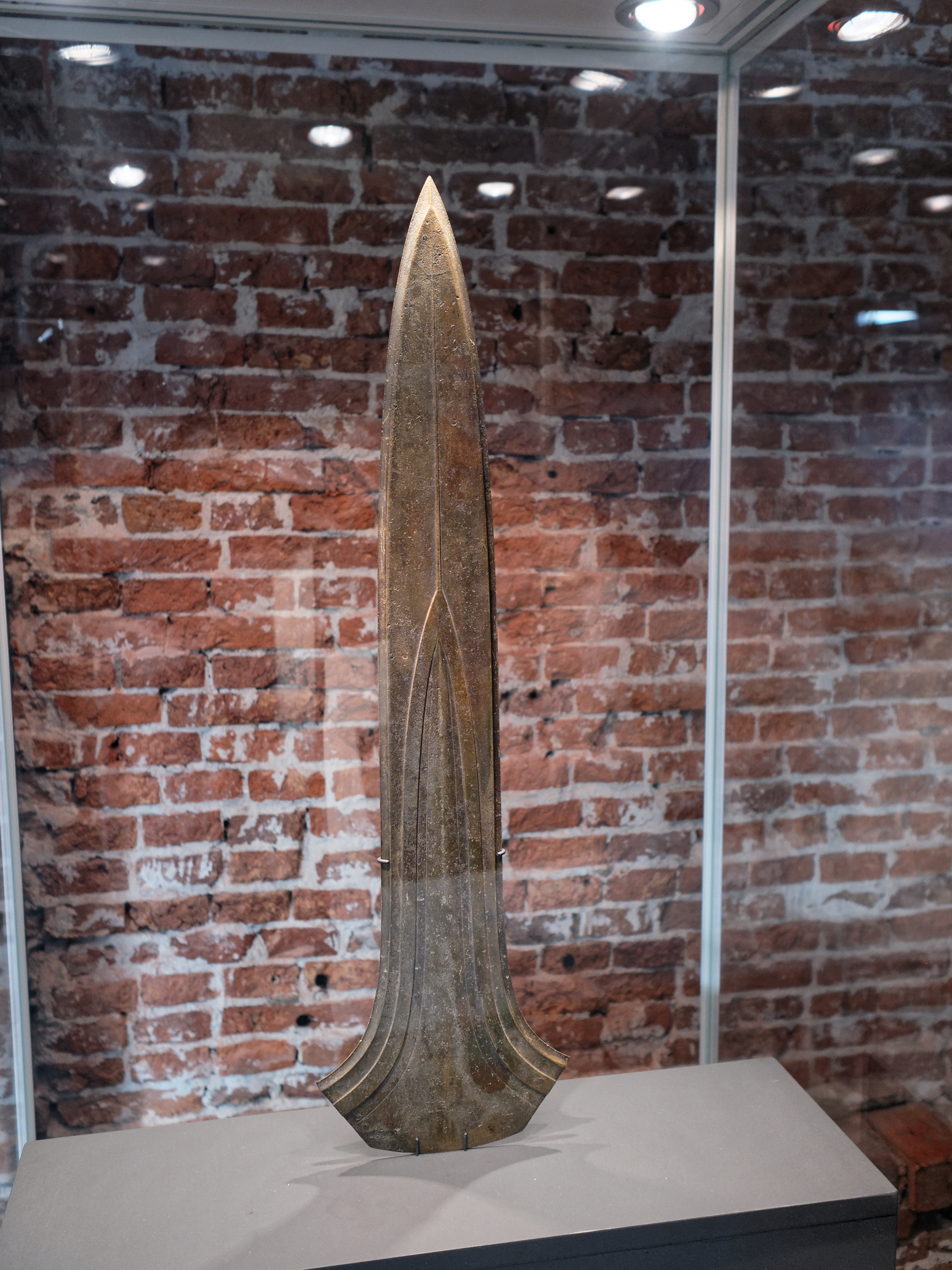
Zwaard van Ommerschans (Rijksmuseum van Oudheden)
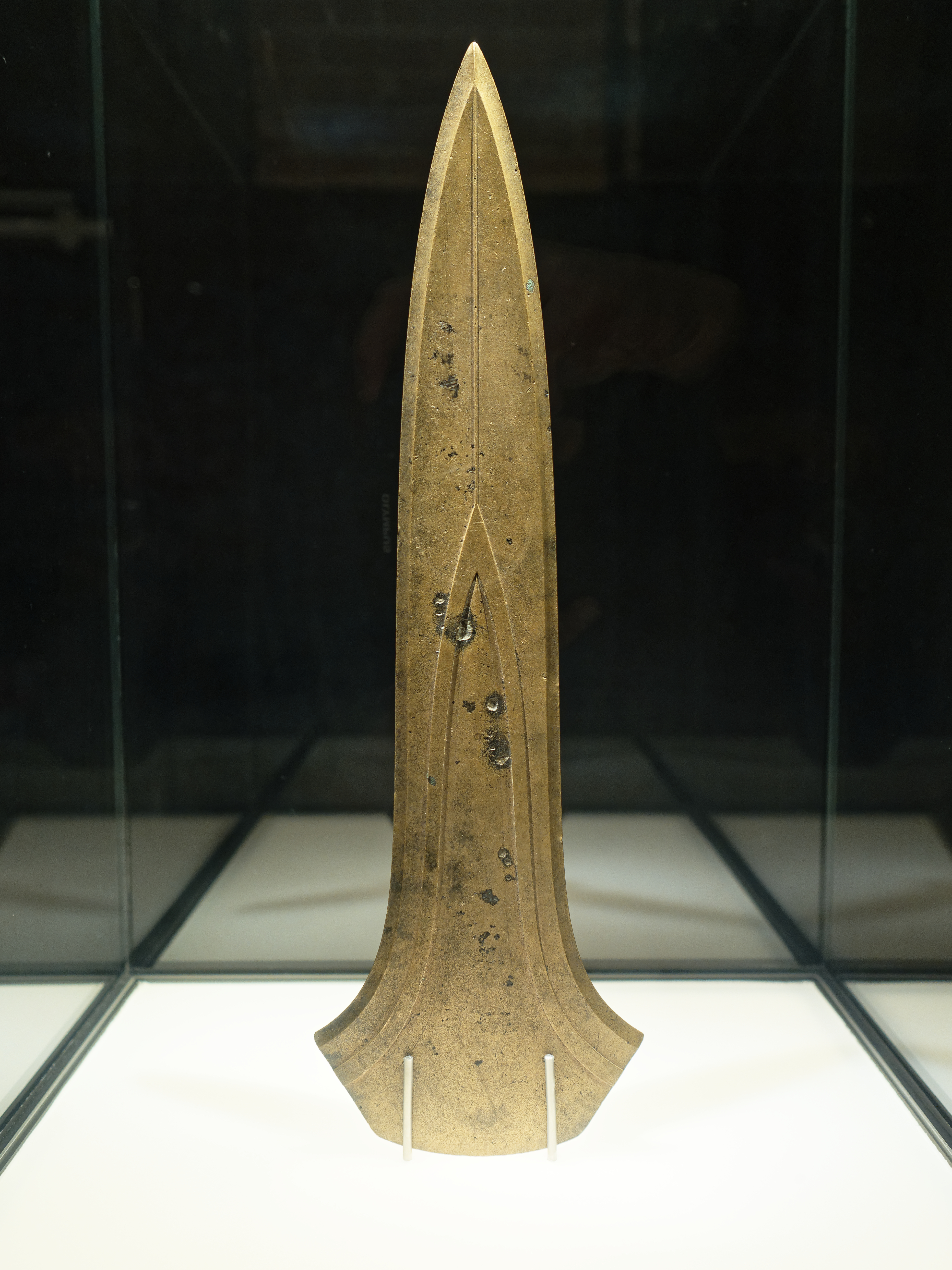
Zwaard van Jutphaas, getoond van de andere zijde. Deze kant heeft een lichtere bronskleur omdat het is gepolijst en gevernist. (Rijksmuseum van Oudheden)
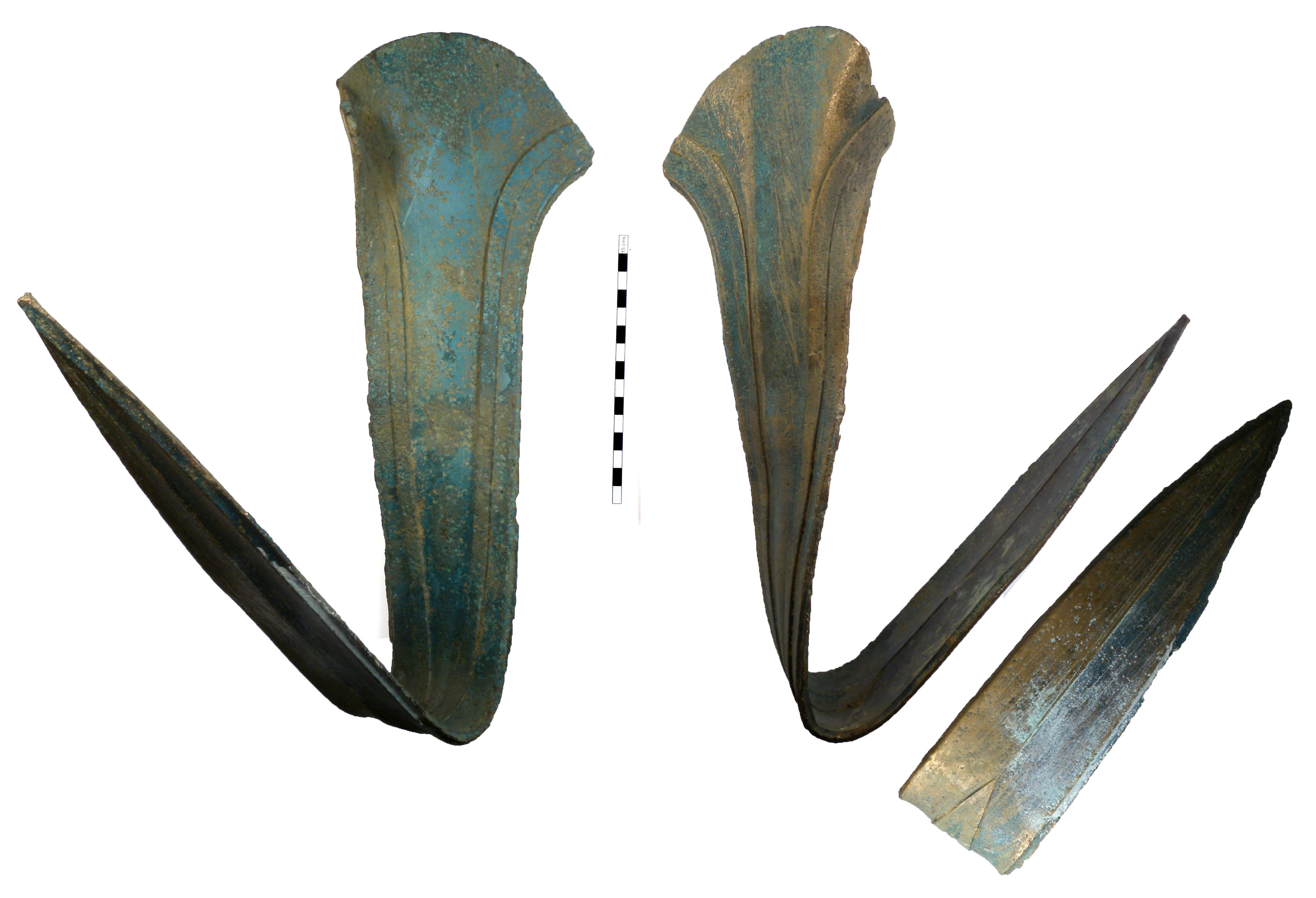
Het bronzen zwaard van Rudham, gezien van drie kanten